# Аскреа
Аскреа (итал. Ascrea) — коммуна в Италии, располагается в регионе Лацио, в провинции Риети.
Население составляет 263 человека (2008 г.), плотность населения составляет 18 чел./км². Занимает площадь 14 км². Почтовый индекс — 2020. Телефонный код — 0765.
Покровителем коммуны почитается святитель Николай Мирликийский, празднование 6 декабря.

## Демография
Динамика населения:

## Администрация коммуны
- Официальный сайт: